# Sauliac-sur-Célé
Sauliac-sur-Célé là một xã thuộc tỉnh Lot trong vùng Occitanie phía tây nam nước Pháp. Xã này nằm ở khu vực có độ cao từ 130-379 mét trên mực nước biển.